# Hans Etz
Hans Etz (* 24. April 1913 in Düsseldorf; † 30. Oktober 1984 in Nova Friburgo, Brasilien) war ein deutsch-brasilianischer Maler, Zeichner, Grafiker und Fotograf.

## Leben
Etz studierte in den Jahren 1931 bis 1933 an der Kunstakademie Düsseldorf bei Werner Heuser und Paul Klee, dessen Meisterschüler er war. Er unternahm Reisen nach Italien, Frankreich und in die Niederlande (Provinz Noord-Holland). 1935 wurde er Stipendiat der School of Arts and Crafts in London. 1936 emigrierte er zusammen mit seiner Ehefrau, der Künstlerin Miriam Etz, einer Tochter des Malers Arthur Kaufmann, nach Brasilien. In Rio de Janeiro, wo sich das Paar niederließ, arbeitete er als Grafiker, Werbedesigner und Fotograf. Auch unterrichtete er an der Escola Nacional de Belas Artes. Zusammen mit seiner Frau war Etz Mitglied von Künstlerkreisen in Ipanema und in Nova Friburgo, wohin sich das Paar nach der Pensionierung auf einen Landsitz zurückgezogen hatte. Wegen seines Äußeren – er trug lange Haare – und wegen seiner lässigen Art verglichen ihn Freunde scherzhaft mit Buffalo Bill.
Als Maler schuf Etz Gemälde und Aquarelle, die die satte Farbenglut der brasilianischen Landschaft wiedergeben, ferner spontane Tuschpinsel- und Federzeichnungen, deren Thema vor allem die arbeitenden Menschen sind. Ab den 1970er Jahren besuchte er häufiger Düsseldorf. Die dort gemalten Landschaften zeigen den Niederrhein.